# Kato Koufonisi

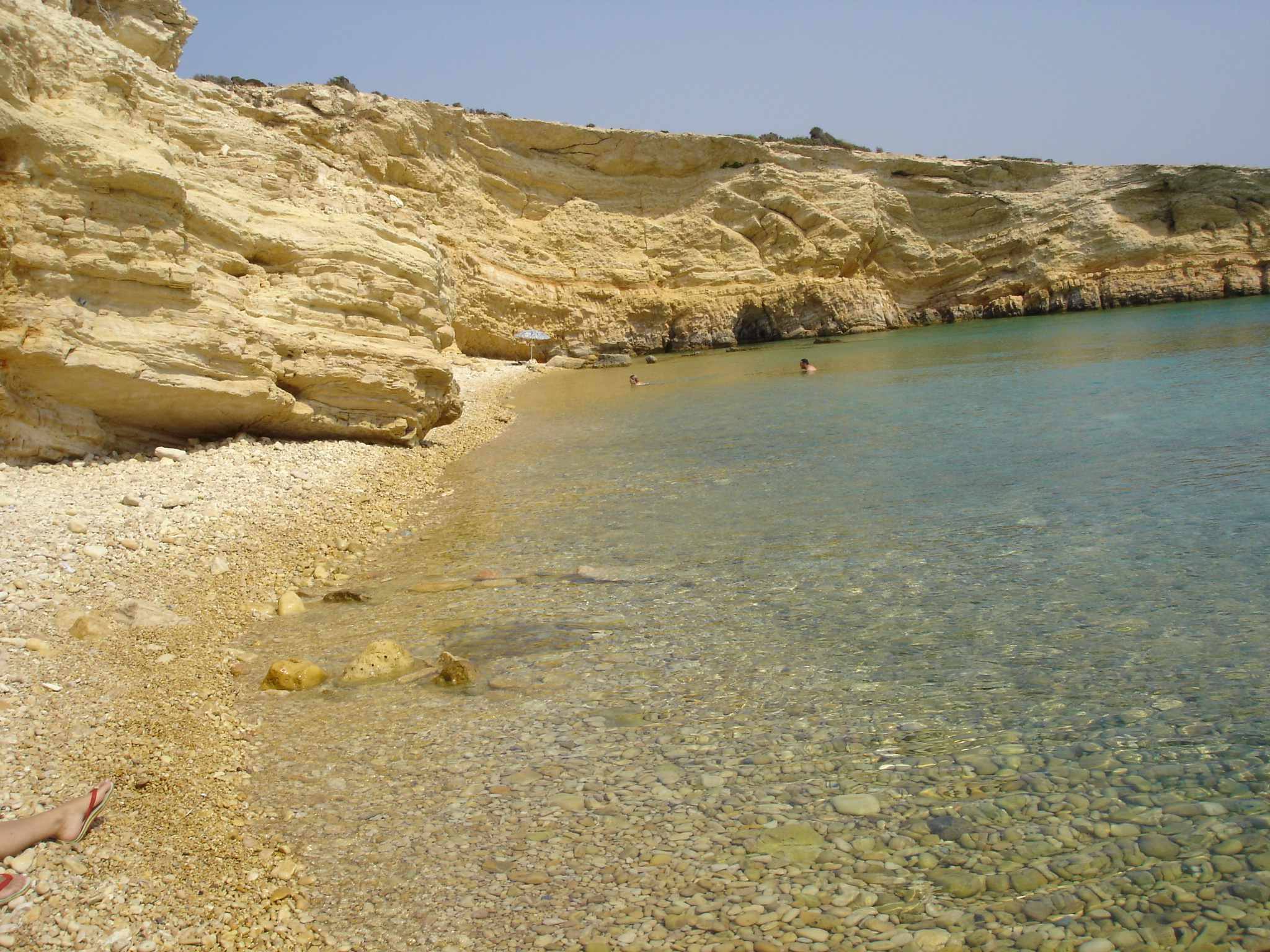
Strand auf der Insel

Die unbewohnte griechische Insel Kato Koufonisi (griechisch Κάτω Κουφονήσι (n. sg.) ‚Unter-Koufonisi‘) ist die drittgrößte Insel der Inselgruppe Koufonisia innerhalb der Kleinen Kykladen. 

## Lage
Kato Koufonisi liegt etwa 6 km südöstlich von Naxos und 20 km nordwestlich von Amorgos. Durch die etwa 400 m schmale und maximal 8 m tiefe Meerenge von Koufonisi (Στενό Κουφονησιού) wird Kato Koufonisi von der nördlich liegenden Insel Pano Koufonisi getrennt. Die ebenfalls unbewohnte Insel Glaronisi liegt etwa 600 m östlich, Keros etwas mehr als 3 km südöstlich und Schinoussa 3 km südwestlich.

## Geschichte
Die Besiedelung der Insel während des 3. Jahrtausends v. Chr. konnte durch archäologische Ausgrabungen nachgewiesen werden, die ein Gräberfeld und Ruinen der bronzezeitlichen Kykladenkultur zu Tage brachten. Aus der hellenistischen und römischen Zeit wurden ebenfalls Ruinen gefunden.
Kato Koufonisi war im Besitz des Klosters Panagia Chozoviotissa (Παναγία Χοζοβιώτισσα) auf Amorgos und diente einigen Hirtenfamilien als Viehweide. Aufgrund der begrenzten natürlichen Ressourcen sank die Bevölkerungszahl der Insel kontinuierlich seit den 1950er Jahren. Die wenigen aus Amorgos stammenden Bauern und Ziegenhirten waren gezwungen die Inseln zu verlassen. Seit den 1990er Jahren ist Kato Koufonisi unbewohnt.

## Kato Koufonisi heute
Neben der Nutzung als Ziegenweide während Sommermonate wird die Insel von Tagesgästen aus Pano Koufonisi mit Fischerbooten besucht. Übernachtungsmöglichkeiten sind keine vorhanden. An den schönen Stränden befindet sich eine Taverne, neben den wenigen weiteren Gebäuden befindet sich hier die kleine Kirche der Panagia (Παναγία). Bei der auf antiken Ruinen errichteten Kirche, wird am 15. August von Menschen aus Pano Koufonisi ein Fest veranstaltet.

## Naturschutz
Kato Koufonisi ist Teil des Natura 2000 Gebiets GR4220013 Mikres Kyklades: Irakleia, Schinoussa, Koufonisia, Keros, Antikeri kai thalassia zoni (Μικρές Κυκλάδες: από Κέρο μέχρι Ηράκλεια, Σχοινούσσα, Κουφονήσια, Κέρος, Αντικέρι και θαλάσσια ζώνη).